# Luxemburgo nos Jogos Olímpicos de Verão de 1900
Um atleta de Luxemburgo competiu nos Jogos Olímpicos de Verão de 1900, em Paris, fazendo dele a primeira aparição olímpica do país. 
Michel Théato venceu a prova da Maratona no Atletismo. Por um longo período de tempo, acreditou-se que ele era francês, e apenas no final do Século XX foi descoberto que ele era na verdade de Luxemburgo, fazendo dele o primeiro medalhista olímpico do país. O COI, todavia, ainda credita a medalha de ouro para a França.

## Atletismo
Atletismo nos Jogos Olímpicos de Verão de 1900
Théato competiu na prova da Maratona, qual foi vencida por ele.
| Evento   | Posição | Atleta        | Final     |
| -------- | ------- | ------------- | --------- |
| Maratona | 1º      | Michel Théato | 2:59:45.0 |